# 전쟁과 명예
전쟁과 명예는 한국에서 제작된 김대희 감독의 1986년 영화이다. 이혜영 등이 주연으로 출연하였고 한현숙 등이 제작에 참여하였다.

## 출연

### 주연
- 이혜영
- 김동현
- 유민

## 제작진
- 조명: 최입춘
- 녹음: 양후보